# Ethel Merman
Ethel Merman (właśc. Ethel Agnes Zimmermann; ur. 16 stycznia 1908 w Nowym Jorku, zm. 15 lutego 1984 tamże) – amerykańska piosenkarka oraz aktorka filmowa i teatralna.

## Filmografia
seriale

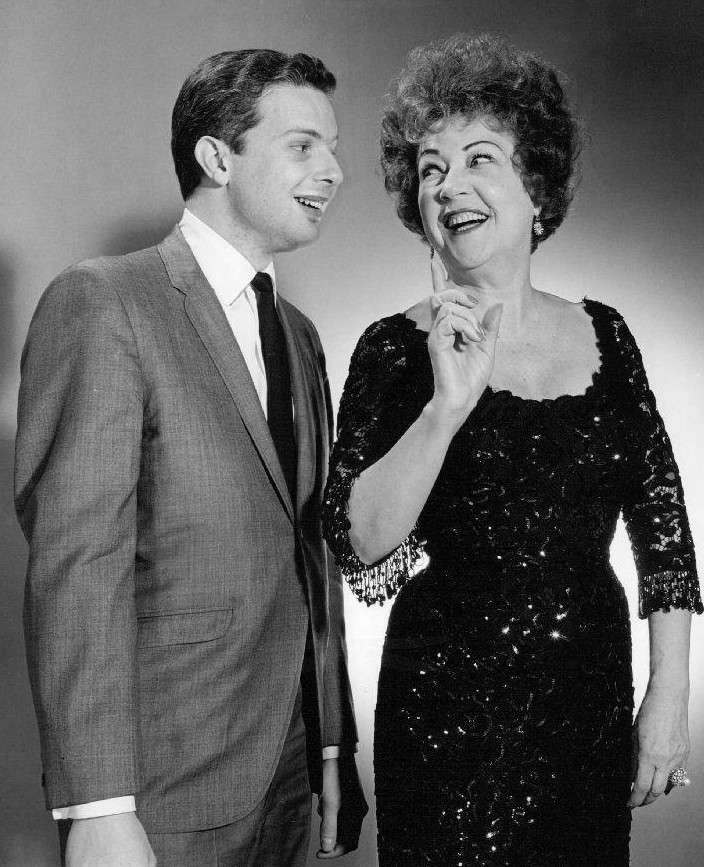
Peter Nero i Ethel Merman w telewizyjnym programie The Bell Telephone Hour (1964)

- 1953: General Electric Theater jako Muriel Flood
- 1955: The Ed Sullivan Show jako ona sama
- 1963: The Judy Garland Show jako ona sama
- 1966: Batman jako Lola Lasagne
- 1976: Muppet Show jako ona sama
- 1977: Statek miłości jako Ros Smith/Roz Smith

film
- 1930: Follow the Leader jako Helen King
- 1934: We’re Not Dressing jako Edith
- 1935: The Big Broadcast of 1936 jako ona sama
- 1936: Anything Goes jako Reno Sweeney
- 1938: Szalony chłopak jako Jerry Allen
- 1943: Stage Door Canteen jako ona sama
- 1954: Nie ma jak show jako Molly Donahue
- 1963: Ten szalony, szalony świat jako pani Marcus
- 1965: Sztuka miłości jako Madame Coco La Fontaine
- 1980: Czy leci z nami pilot? jako porucznik Hurwitz

## Nagrody i nominacje
Została uhonorowana nagrodą Złotego Globu, a także posiada dwie gwiazdy na Hollywoodzkiej Alei Gwiazd.